# Subrektor
En subrektor var i ældre tid en skoleleder af tredje rang i den højere skole. Han rangerede under konrektor, der stod under rektor. 
Denne rækkefølge fremgår af følgende, der er skrevet om Henrik Bornemann: 1669 udnævntes han til subrektor ved Frue Latinskole og forfremmedes 1671 til konrektor og 1672 til rektor.
Ordet er ikke med i Ordbog over det danske Sprog.